# Zest Air
The right way to fly
Zest Airways, Inc., désormais AirAsia Zest, est une compagnie aérienne à bas prix basée aux Philippines. Elle propose des vols intérieurs et internationaux. Depuis le 10 mai 2013, AirAsia Philippines contrôle 49 % de son capital, leurs réseaux étant mis en commun. Zest Air a transporté 2,4 millions de passagers en 2012.
En janvier 2016, la compagnie fusionne avec AirAsia Philippines

## Histoire
La compagnie aérienne Asian Spirit est fondée en septembre 1995 sous la forme d’une coopérative nommée AEC par trois amis, Antonio « Toti » Turalba, Emmanuel "Noel" Oñate et Archibald Po, rejoints par 36 autres personnes en majorité des anciens de Philippine Airlines. Les premiers vols débutent en avril 1996, avec deux De Havilland Canada Dash 7 déployés sur une unique route reliant Manille à l’île de Boracay, où elle est la première à proposer des vols réguliers. Plusieurs autres lignes vers des villes secondaires étant ensuite ajoutées. Elle change de statut en 1997 pour adopter le nom Asian Spirit.
En mars 2008, la compagnie est vendue à AMY Holdings, société contrôlée par Alfredo M. Yao, qui envisage une fusion avec South East Asian Airlines. Le projet n’aboutit pas, et le 30 septembre 2008 la compagnie annonce son changement de nom pour Zest Airways, changeant de modèle économique pour devenir une compagnie à bas prix (low cost). Malgré ses créneaux de vol à Manille, elle a du mal à développer de nouvelles routes, surtout à l’international, et cherche un repreneur dès 2011. En décembre 2012, elle opère dix Airbus A320 et un A319, plus trois Xian MA60 qui seront retirés de la flotte en mai 2013.
En mars 2013, Zest Air annonce un partenariat avec sa rivale AirAsia Philippines, l’échange d’action étant complété le 10 mai suivant.
Le 16 août 2013, la direction générale de l'aviation civile philippine (en) suspend la licence accordée à la compagnie à cause d'importants manquements aux règles de sécurité en vigueur dans le pays, ce qui entraine l'annulation de tous les vols pour une durée indéterminée.

## Flotte

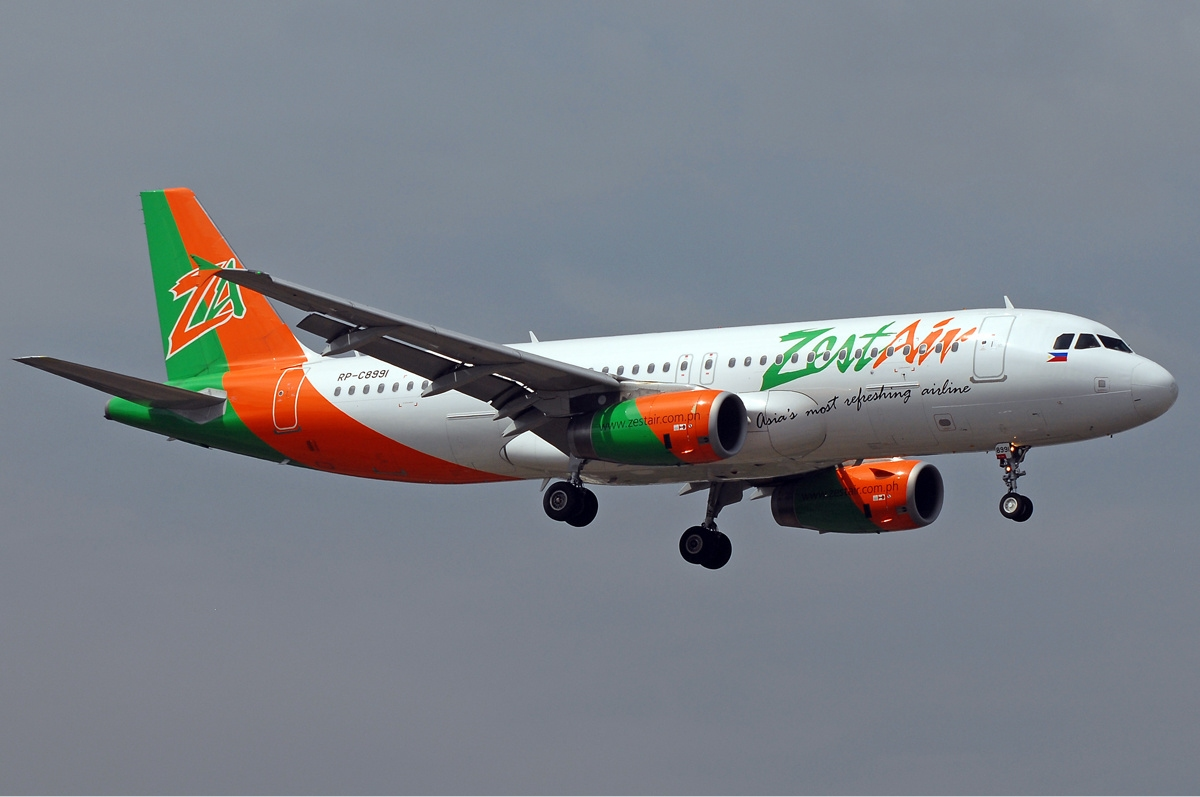
Airbus de Zest Air